# Piscinão de Ramos
 (janvier 2022).
Pour les articles homonymes, voir Ramos.
Le Parque Ambiental da Praia de Ramos Carlos de Oliveira Dcró, populairement connu sous le nom de Piscinão de Ramos, Praia de Ramos, Parque das Vizinhanças da Maré, Praia da Maréou simplement Piscinão da Maré est une zone de loisirs qui consiste en une plage artificielle de sable autour d'une piscine publique d'eau salée, installée dans le quartier de Maré, au nord de Rio de Janeiro.
Il a été planifié, construit et inauguré sous le gouvernement d'Anthony Garotinho en 2000 et 2001, et ouvert en décembre 2001. Controversé, le parc divise les opinions de la population de Rio, accusé d'être une œuvre aux intentions électorales et populistes, interdictions aux trafiquants d'utiliser la couleur rouge, contamination de l'eau par excès d'urine, noyades dues au manque d'éducation de ses visiteurs. Malgré cela, le parc est rapidement devenu un symbole du faubourg carioca et peu à peu une carte postale de la ville. Malgré la nomenclature originale de Piscinão de Ramos, l'ensemble du parc est situé à Maré, n'étant donc pas une zone de loisirs du Bairro dos Ramos.

## Histoire
Il a été conçu par le gouvernement de l'État de Rio en partenariat avec la firme Petrobras. Ouvert en décembre 2001, il s'appelait Piscinão de Ramos. En avril 2002, son nom a été changé en Parque Ambiental da Praia de Ramos. La piscine a été conçue avec de l''eau de mer, de sorte que la population locale, majoritairement des enfants, a profité de l'ambiance régnant sur le front de mer, sans se soucier de la forte pollution qui atteint les plages de la baie de Guanabara et réinitialise l'indice de noyade. La piscine a 26 414 mètres carrés, est recouverte d'une couche de polyéthylène et d'une capacité de 30 millions de litres d'eau . La piscinão a déjà reçu 60 000 personnes en un seul week-end. En 2012, le nom officiel a été changé en Parque Ambiental Carlos Roberto de Oliveira Dicró, en l'honneur du sambista, décédé cette année-là.

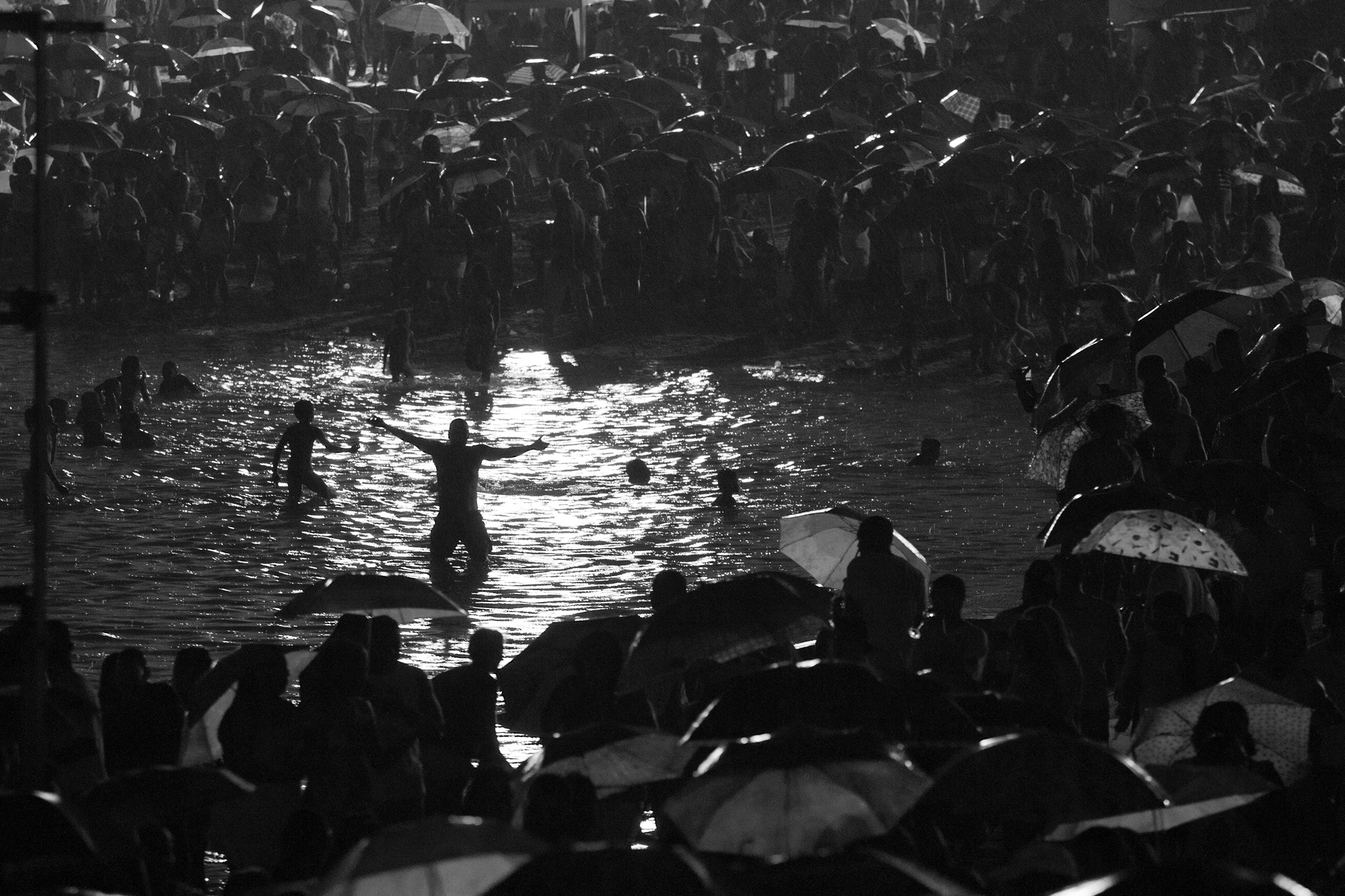
Piscine de Ramos à la Saint-Sylvestre 2011-2012.

## Dans les médias
- Le feuilleton Le Clone, diffusé sur Rede Globo entre octobre 2001 et juin 2002, a mis en lumière Piscinão de Ramos dans tout le pays.
- Le feuilleton de RecordTV Amor e Intrigas, a mis en évidence le Piscinão de Ramos.
- En 2008, Pânico na TV a envoyé Christian Pior à Piscinão de Ramos pour interviewer des gens.
- Luiza Zveiter, de l'émission Globo News Estúdio i, a passé une journée à la piscine à interviewer des baigneurs et à manger des plats locaux typiques.
- La saleté et l'abandon du Piscinão par les organismes publics font la une des journaux de Rio de Janeiro et des journaux nationaux.
- La chanteuse Anitta, en 2021, a enregistré une partie de sa vidéo Girl From Rio no piscinão, se souvenant de son passé dans la banlieue de Rio de Janeiro.

## Source de traduction
- (pt) Cet article est partiellement ou en totalité issu de l’article de Wikipédia en portugais intitulé « Piscinão de Ramos » (voir la liste des auteurs).